# Vallada Agordina
Vallada Agordina – miejscowość i gmina we Włoszech, w regionie Wenecja Euganejska, w prowincji Belluno.
Według danych na styczeń 2009 gminę zamieszkiwało 518 osób przy gęstości zaludnienia 39,3 os./1 km².

## Współpraca
- Massaranduba, Brazylia